# Pericoma zumbadoi
Pericoma zumbadoi är en tvåvingeart som beskrevs av Quate 1996. Pericoma zumbadoi ingår i släktet Pericoma och familjen fjärilsmyggor.
Artens utbredningsområde är Costa Rica. Inga underarter finns listade i Catalogue of Life.